# Vùng đô thị Barcelona
Vùng đô thị Barcelona  (tiếng Catalunya: Àrea metropolitana de Barcelona, tiếng Tây Ban Nha: Área metropolitana de Barcelona) là một vùng đô thị ở Catalunya, phía bắc Tây Ban Nha, tập trung vào thành phố Barcelona. Với dân số khoảng 5 triệu người, đây là khu vực đô thị đông dân nhất trên bờ biển Địa Trung Hải và là một trong những khu vực lớn đô thị nhất ở Châu Âu.

## Tổng quan
Khu vực đô thị — lõi của vùng đô thị Barcelona có dân số 4.604.000 người là khu vực đô thị đông dân thứ sáu trong Liên minh châu Âu sau Paris, London, khu vực Ruhr, Madrid và Milano. Khu đô thị mở rộng hơn có dân số 4.440.629 người theo Eurostat.